# 12001 Gasbarini
12001 Gasbarini eller 1996 ED9 är en asteroid i huvudbältet som upptäcktes den 12 mars 1996 av Spacewatch vid Kitt Peak-observatoriet. Den är uppkallad efter amatörastronomen Ron Gasbarini.
Asteroiden har en diameter på ungefär 12 kilometer.